# كيفن برينان (كاتب)
كيفن برينان (بالإنجليزية: Kevin Brennan)‏ هو كاتب سيناريو أمريكي، ولد في 2 مايو 1960.

## وصلات خارجية
- كيفن برينان على موقع IMDb (الإنجليزية)
- كيفن برينان على موقع أول موفي (الإنجليزية)
- كيفن برينان على موقع قاعدة بيانات الفيلم (الإنجليزية)
- كيفن برينان على موقع كينوبويسك (الروسية)